# Kyjanice
Kyjanice (deutsch Kianitz) ist eine Wüstung auf dem Gebiet der Gemeinde Kozlov in Tschechien. Sie liegt acht Kilometer nordwestlich von Lipník nad Bečvou.

## Geographie
Kyjanice befand sich in 450 m.ü.m. im Tal der Kyjanka in den Oderbergen. Die Ansiedlung lag inmitten von Wäldern an der Straße von Velký Újezd nach Potštát. Nördlich erheben sich der Růžový kopec (653 m) und Kyjanický kopec (579 m), im Nordosten der Nad Ranošovem (550 m), östlich die Obírka (622 m) und der Slavkovský vrch (Milchhübel, 636 m), im Südosten der Lomec (583 m), südlich der Žalov (Muderberg, 487 m) und im Nordwesten der Holý kopec (600 m).
Umliegende Ortschaften waren Eliščiná im Norden, Kozlov und Ranošov im Nordosten, Slavkov im Osten, Loučka und Bohuslávky im Südosten, Dolní Újezd, Zavadilka, Staměřice und Vrchní Pila im Süden, Velký Újezd im Südwesten sowie Varhošť im Nordwesten.

## Geschichte
Die erste schriftliche Erwähnung des wüsten Dorfes Kyjanka erfolgte im Jahre 1548, als Erasmus von Bobolusk auf Veselíčko den Markt Horní Újezd und mehrere Dörfer im nordwestlichen Teil der Helfensteiner Herrschaft von Johann von Pernstein auf Helfenstein erwarb. Wahrscheinlich ist das Dorf während eines der Kriege im unruhigen 15. Jahrhundert erloschen. Weitere Namensformen waren Kylianka (bis 1569) und Kojanka (ab 1557). Im Jahre 1573 ging die Herrschaft Veselíčko im Erbfall an die Podstatzky von Prusinowitz über.
Die erste Nachricht über die Mühle Kyjanický stammt aus dem Jahre 1741. Diese blieb bis zur Mitte des 19. Jahrhunderts immer zur Herrschaft Veselíčko und den Grafen Podstatzky-Liechtenstein untertänig.
Seit 1881 ist die zu Velký Újezd gehörige Einschicht Kyjanice nachweislich, die 1884 Teil der neugebildeten Gemeinde Koslau wurde. 1892 gründete Otto Losert in Kyjanice eine Dampfsäge. Ab 1893 wurde der Ort als Kyanitza und ab 1918 als Kianitz/Kyjanice bezeichnet. Um das florierende Dampfsägewerk, das im Jahre 1920 200 Beschäftigte hatte, und die Wassermühle bildete sich eine kleine Ansiedlung mit einem Gasthaus. Nach dem Münchner Abkommen wurde Kianitz als Teil von Kozlau 1938 dem Deutschen Reich zugeschlagen und gehörte bis 1945 zum Landkreis Bärn und Gerichtsbezirk Stadt Liebau.
Nachdem die Gestapo an Informationen gelangt war, dass sich in Zákřov ein Zentrum der Partisanenbewegung befände, wurden über das Kosakenbataillon 574 die Gestapoleute Ernst Geppert und Josef Hykade als falsche Partisanen nach Zákřov eingeschleust. In den Abendstunden des 18. April 1945 erfolgte durch 350 Kosaken der Wlassow-Armee und die Gestapoleute Geppert und Hykade die Vergeltungsaktion Zákřov. Dabei wurde auch der 18-jährige Tršicer Jude Otto Wolf in seinem Versteck in Zákřov entdeckt, sein Tagebuch über die dreijährige Flucht der Familie blieb erhalten und wurde von seiner Schwester Felicitas weitergeführt. Am nächsten Morgen wurden alle festgenommenen Männer über 50 Jahre freigelassen und die 23 jüngeren in Dreierreihen nach Velký Újezd getrieben, wo sie zunächst in einen ehemaligen Stall im Hof des Rathauses eingeschlossen wurden. Nach zweitägigen Verhören mit schwerer Folter durch die Kosaken wurden vier Männer wieder freigelassen. Die übrigen 19, die größtenteils aus Zákřov stammten, wurden am frühen Abend des 20. April auf einen LKW geworfen und aus dem Protektorat Böhmen und Mähren ins Sudetenland zu einer hölzernen Hütte auf dem Muderberg oberhalb von Kianitz, die von Alfred Semsky aus Petersdorf einschließlich des Holzes zur Verfügung gestellt wurde, gefahren. Dorthin wurde auch der Pfarrer Schuster aus Schlock geholt, um die Baude als Grab zu segnen. Beim Anblick der schwerverletzten Folteropfer erlitt der Geistliche einen Zusammenbruch und weigerte sich die Sakramente zu erteilen. Die Gestapoleute und Kosaken schütteten zunächst Teer in die Baude und füllten die Baude dann mit Holz. Anschließend brachten sie Gefangenen einzeln hinein, wobei nach Hykades Aussage Geppert im Wechsel mit dem Kosaken Čorny jedem einen Genickschuss versetzt haben soll. Das letzte der Opfer war der 18-jährige Olmützer Jude Otto Wolf, der bei der Aktion gegen die Partisanen in seinem Versteck in Zákřov zufällig in die Hände der Gestapo gefallen war und dessen Tagebuch nach seiner Flucht erhalten blieb. Anschließend steckten sie die Hütte mit Benzin in Brand. Über dem Wald und dem Tal der Říka hing noch tagelang beißender Rauch. Die Überreste der Ermordeten wurden dann von Einwohnern aus Kozlau vergraben.
Nach dem Ende des Zweiten Weltkrieges kam Kyjanice zur Tschechoslowakei zurück. Am 12. Mai 1945 wurden Ermittlungen zum Schicksal der Männer von Zákřov aufgenommen. Die Deutschen aus Kozlov, die die Opfer des Massakers vergraben hatten, mussten die verbrannten Überreste wieder ausgraben. Bei der Untersuchung der Toten wurde festgestellt, dass die meisten der Männer bei lebendigem Leibe verbrannten und sämtliche Opfer beide Oberschenkel gebrochen hatten. Diese wurden dann am 14. Mai 1945 in einem Massengrab auf dem Friedhof Tršice feierlich beigesetzt.
Im Zuge der Errichtung des Truppenübungsplatzes Libavá wurde das Sägewerk und die Ansiedlung nach 1947 aufgegeben. Am 31. Oktober 1949 wurde am Platz des Massakers von Kianitz das vom Bildhauer Vladimír Navrátil und dem Architekten Lubomír Šlapeta geschaffene Denkmal „Zákřovský Žalov“ enthüllt. Seit 2016 gehört Kyjanice zur Gemeinde Kozlov.